# Bandai

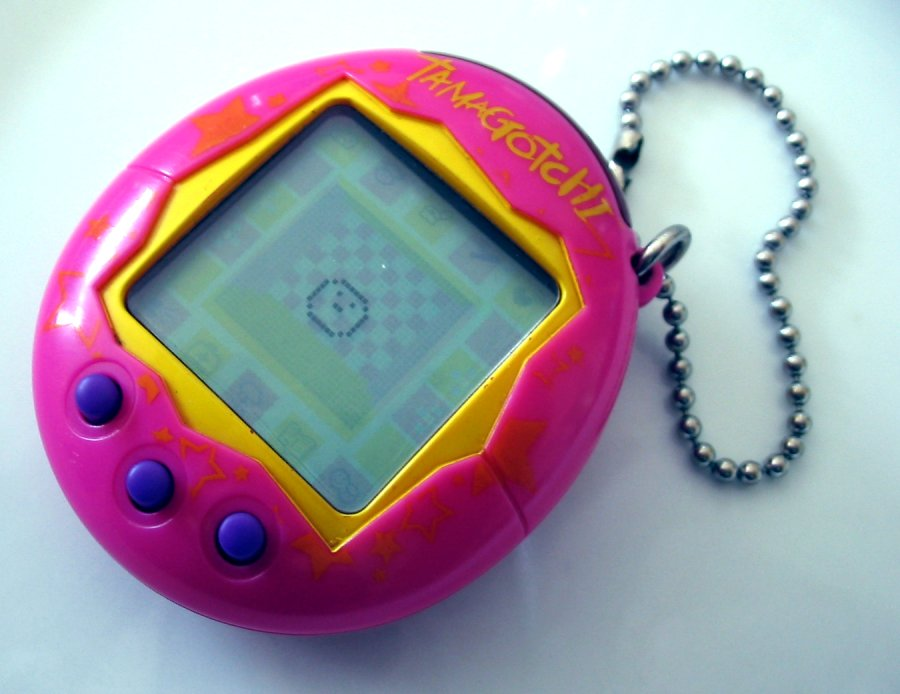
El Tamagotchi es una de las franquicias más vendidas de la empresa.

Bandai es una empresa japonesa dedicada a la creación de juguetes y figuras de acción, en muchos de los casos posee los derechos exclusivos para la promoción de mercadería basada en series animadas; es uno de los principales auspiciantes que han ayudado a poner en marcha diferentes series de anime, entre las más famosas se encuentran El Gladiador, Dragon Ball, Digimon, Saint Seiya, Gundam, Ultraman, Kamen Rider, Super Sentai, Power Rangers, Naruto Shippuden, One Piece y Pretty Cure. Además comercializó los Tamagotchi y está presente en otros campos, como por ejemplo, la creación y distribución de videojuegos.
Desarrolló la consola Pippin, algunas de cuyas características más notables eran que poseía lector de CD y un curioso sistema para depositar el mando cuando no se usaba.
En 2005 Bandai se fusiona con la empresa de videojuegos japonesa Namco: el valor de la operación ascendió a 170.800 millones de yenes (más de 1261 millones de euros). La fusión dio nombre a la empresa como Namco Bandai Holdings.

## Historia
En 1947, Naoharu Yamashina trabajaba para la compañía de su cuñado, un mayorista textil. A medida que ese segmento del mercado se debilitaba en ese momento, se dio cuenta del potencial de la industria de los juguetes. Con éxito convenció a su cuñado para que dedicara una parte de las actividades de la compañía en esa industria y se encargara de ello. Paso a paso, Yamashina desarrolló un imperio de distribución de juguetes dentro de la empresa. En julio de 1950, Yamashina tomó el control total del negocio de distribución de juguetes, lo renombró y fundó la compañía Bandai-ya cuyo nombre finalmente se acortó a Bandai en 1961.
En su primer año, Bandai produjo su primer juego interno, el Rhythm Ball, y su primer juguete metálico, una reproducción del B-26. También comenzó la exportación de juguetes. A medida que la compañía se expandió, Bandai aumentó sus exportaciones al construir en 1953 un nuevo almacén en las afueras de Komagata. Se crearon varios servicios dentro de la empresa, como el control de calidad, un departamento de I+D y una división de transporte.
A principios de 1955, Bandai fundó la subsidiaria Waraku Works, una instalación de fabricación. Durante el verano, Bandai se mudó a la nueva sede en Taito-ku, nada lejos de Komagata. El primer logotipo de la compañía fue creado usando las iniciales "BC" basadas en las primeras letras de Bandai Company. A finales de año, Bandai lanzó su primer producto bajo garantía, una mini réplica del automóvil Toyopet Crown.

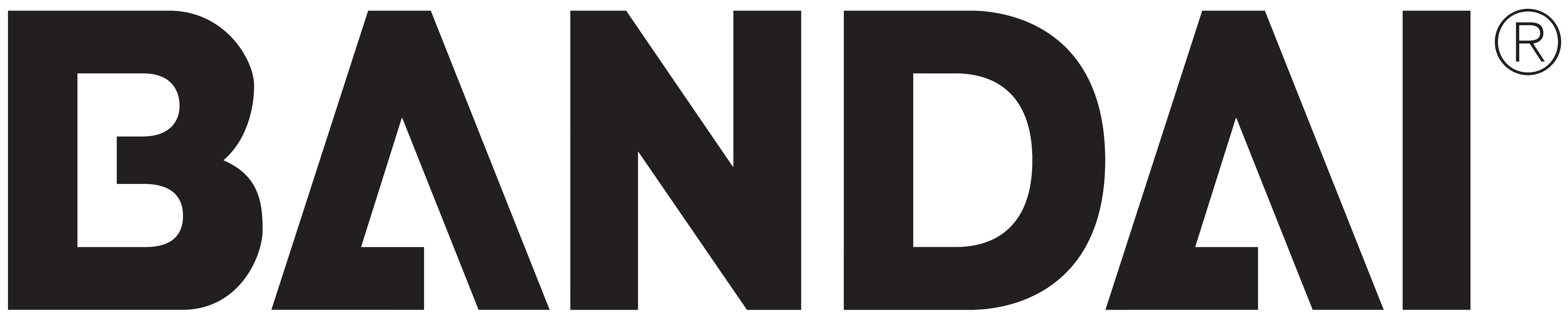
Logo antiguo

En 1958, Bandai presentó su primer comercial de televisión usando el eslogan «The Red Box significa un juguete con garantía de BC». A mediados del año siguiente, la compañía lanzó una línea de mini juguetes que representan modelos de automóviles de todo el mundo llamados "Cars of the World". El logotipo de la compañía fue rediseñado para enfatizar la calidad de los productos de Bandai y fue conocido como la "marca Banzai".
En la década de 1960, Bandai se expandió para incluir las ventas internacionales de exportación. La gestión fue entregada a una nueva subsidiaria creada en Nueva York llamada Bandai Overseas Supply. El set de autos de carreras de Bandai, que apareció por primera vez en 1962, se convirtió en un gran éxito.
En 1963, Bandai separó el servicio de transporte de la compañía para convertirse en su propia subsidiaria llamada Bandai Transport. Debido a un aumento en el volumen de actividad, la compañía se mudó a nuevas oficinas en Asakusa, Taito. Bandai lanzó el juguete Astro Boy, basado en el personaje de la serie animada. Era la primera vez que Bandai creaba un juguete basado en un héroe existente.
Bandai continuó expandiéndose en la década de 1970 con la creación de varias filiales; Tonka Japón en 1970 después de una empresa conjunta con Tonka, Bandai Models se estableció en 1971 y finalmente Popy, que se especializó en la fabricación de personajes de juguetes. Aunque no es su gama más rentable, los modelos AFV a escala 1/48 de Bandai dominaron ese segmento del mercado de kits de modelos. Bandai America Inc. se estableció como una operación local de ventas/mercadotecnia en los Estados Unidos en 1978. Bandai introdujo Spacewarp, una línea de "montañas rusas" de pelotas rodantes de juguetes para construir en la década de 1980.
En mayo de 1980, Makoto Yamashina, hijo del fundador, fue elegido presidente de Bandai. Naoharu Yamashina fue nombrado presidente de la junta. A su llegada, Makoto Yamashina cambió por completo el viejo personal de Bandai y lo reemplazó por empleados jóvenes con la intención de no solo aportar nuevas ideas sino también de revisar la estrategia del grupo. El nuevo presidente adoptó un enfoque comercial diferente al vender directamente a minoristas en lugar de recurrir a intermediarios.
En julio de 1980, Bandai lanzó el Modelo de Plástico Gundam basado en la serie animada que dio origen a la serie Gunpla. En noviembre, se creó la filial Celent.
En noviembre de 1985, Bandai presentó el primer videojuego basado en el manga Kinnikuman: el título de NES Tag Team Match: MUSCLE, que vendió más de un millón de copias.
Desde la década de 1980, Bandai se ha convertido en la compañía líder de juguetes de Japón, y hasta el día de hoy, tiene las principales licencias de juguetes en Japón para propiedades populares, incluidas las series Daikaiju, Ultraman, Super Robot, Kamen Rider, Super Sentai y Power Rangers (que participaron en la creación), Gundam y muchas otras.
La junta de directores de Bandai y Sega discutió una fusión a finales de la década de 1990 y votó para implementarla, pero la fusión fue cancelada más tarde, citando "diferencias culturales", luego de una protesta a gran escala por parte de la mitad de la gerencia de Bandai. Makoto Yamashina renunció como presidente inmediatamente después, declarando: "Me siento responsable de los problemas relacionados con la fusión".
Después de su fusión con la desarrolladora de juegos y operadora de instalaciones de entretenimiento Namco en 2005, Bandai Company ahora está bajo la administración y es miembro de Bandai Namco Holdings (Bandai Namco Group). Luego de una reorganización grupal en 2006, Bandai dirige la unidad estratégica de negocio (UEN) del grupo.
En febrero de 2018, Saban Brands y la división de Bandai en EE. UU. anunciaron conjuntamente un acuerdo mutuo para no renovar su licencia de juguetes maestros de los Power Rangers, a partir de la primavera de 2019, después de lo cual la compañía de juguetes Hasbro compraría la licencia. Esta transición no afectó la licencia de juguete maestro Super Sentai de Bandai Japón con Toei.
Una compañía hermana, Bandai Spirits, se estableció el 15 de febrero de 2018. El 1 de abril de 2018, la división de Bandai Co., Ltd que se ocupaba de productos para clientes adultos (incluidas figuras y modelos de plástico), así como el negocio de premios de Banpresto, se transfirieron a Bandai Spirits.

## Organización
Antes de la formación de Bandai Namco Holdings, Bandai tenía muchas filiales. Después de la reorganización del grupo en 2006, se administran bajo Unidades estratégicas de negocio del grupo. Más detalles:

### Toys and Hobby SBU

#### Popy
En 1971, Bandai fundó su compañía subsidiaria Popy, que ayudó a lanzar líneas de juguetes como Chogokin y Machine Robo. Se fusionó con su empresa matriz en 1983.

#### Bandai America Inc.
Bandai America Inc. es la división de distribución estadounidense de Bandai que fabrica y distribuye productos de juguetes para el mercado estadounidense. Los productos incluyen a:

### Marcas originales
- Digimon
- Gundam
- Harumika
- Hyper Cluster
- Kamen Rider
- Locksies
- Mugen Pop-Pop
- Pac-Man
- Pretty Pixels
- S.H. Figuarts
- Sprukits
- Tamagotchi
- Tamashii Nations

### Licencias actuales
- 44 Cats
- Big Hero 6
- Dragon Ball
- Doraemon
- Godzilla
- The Loyal Subjects
- Naruto
- One Piece
- Pretty Cure (únicamente Japón)
- The Powerpuff Girls
- Ralph Breaks the Internet
- Cars Supercharged La Pelicula
- Sailor Moon
- Super Sentai (únicamente Japón)
- Mermaid Melody Pichi Pichi Pitch
- Mermaid Melody Pichi Pichi Pitch Pure

### Licencias pasadas
- Alienators: Evolution Continues
- Astro Boy
- Beetleborgs
- Blue Dragon
- Shima Shima Tora No Shimajiro
- Ben 10 (2007-2016; la mercancía ahora es producida por Playmates)
- Cardcaptor Sakura
- Cyclonians
- Dick Tracy
- D.I.C.E.
- Dinozaurs
- Final Fantasy: The Spirits Within
- Buscando a Dory
- Godaikin
- Jelly Jamm (English Dub)
- Legends of Oz: Dorothy's Return
- Little Battlers Experience
- Magical DoReMi
- Mech-X4
- Mega Man
- Metal Heroes
- Miraculous: Las aventuras de Ladybug
- Pocoyó
- Power Rangers (1993-2019; la mercancía ahora es producida por Hasbro)
- Saint Seiya - para la distribución estadounidense, fue titulada Knights of the Zodiac
- Strawberry Shortcake
- Tinga Tinga Tales
- Teen Titans
- Thundercats
- The Tick
- The Mystic Knights of Tir Na Nog
- Ultimate Muscle
- Ultraman
- Unazukin
- Wedding Peach
- Xyber 9: New Dawn
- Zatch Bell!
- Zak Storm

#### Bandai UK
Bandai Europa
- National Geographic (solo en el Reino Unido)